# Hemimorina nigrocomina
Hemimorina nigrocomina là một loài bướm đêm trong họ Geometridae.